# بووكس

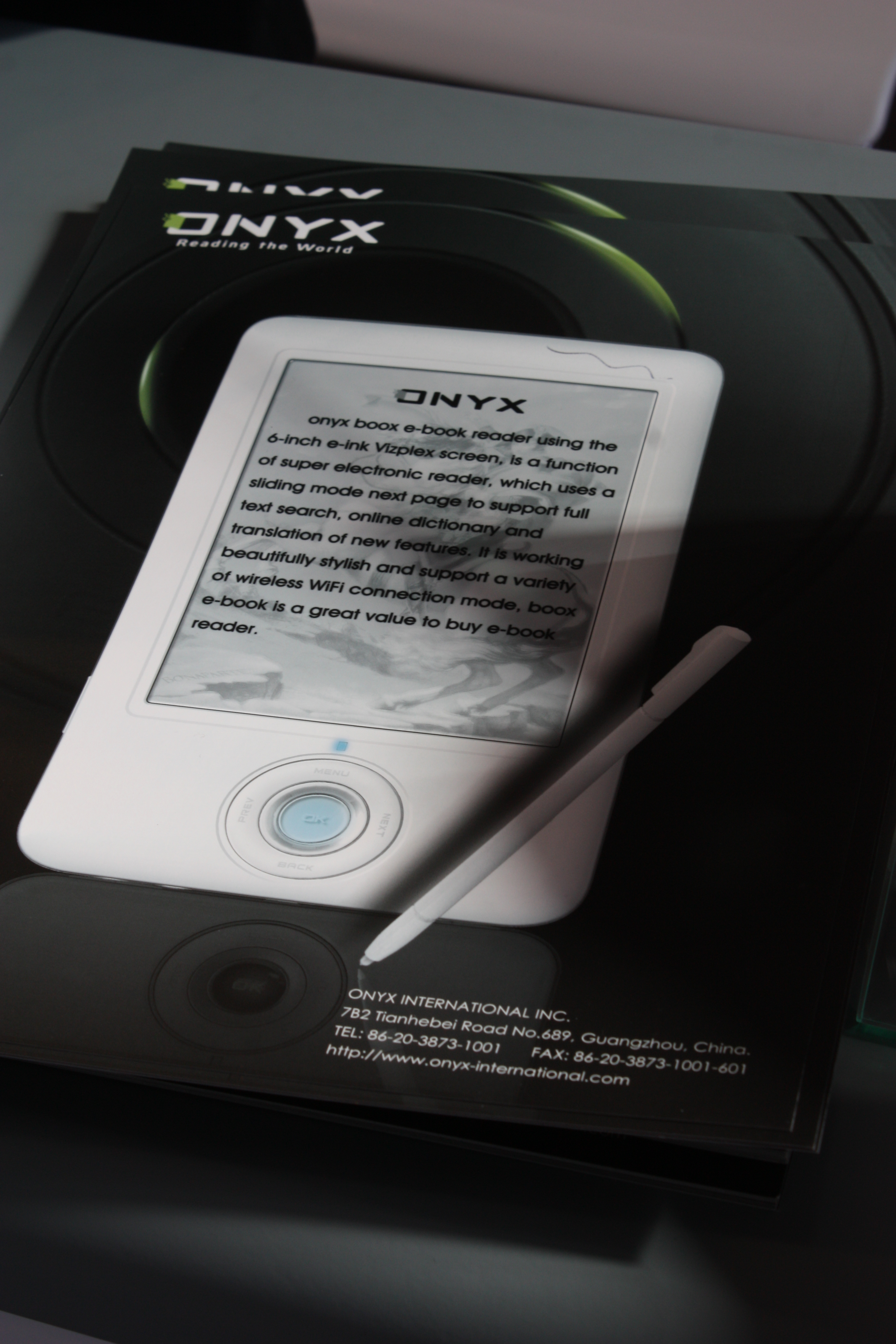
جهاز بووكس

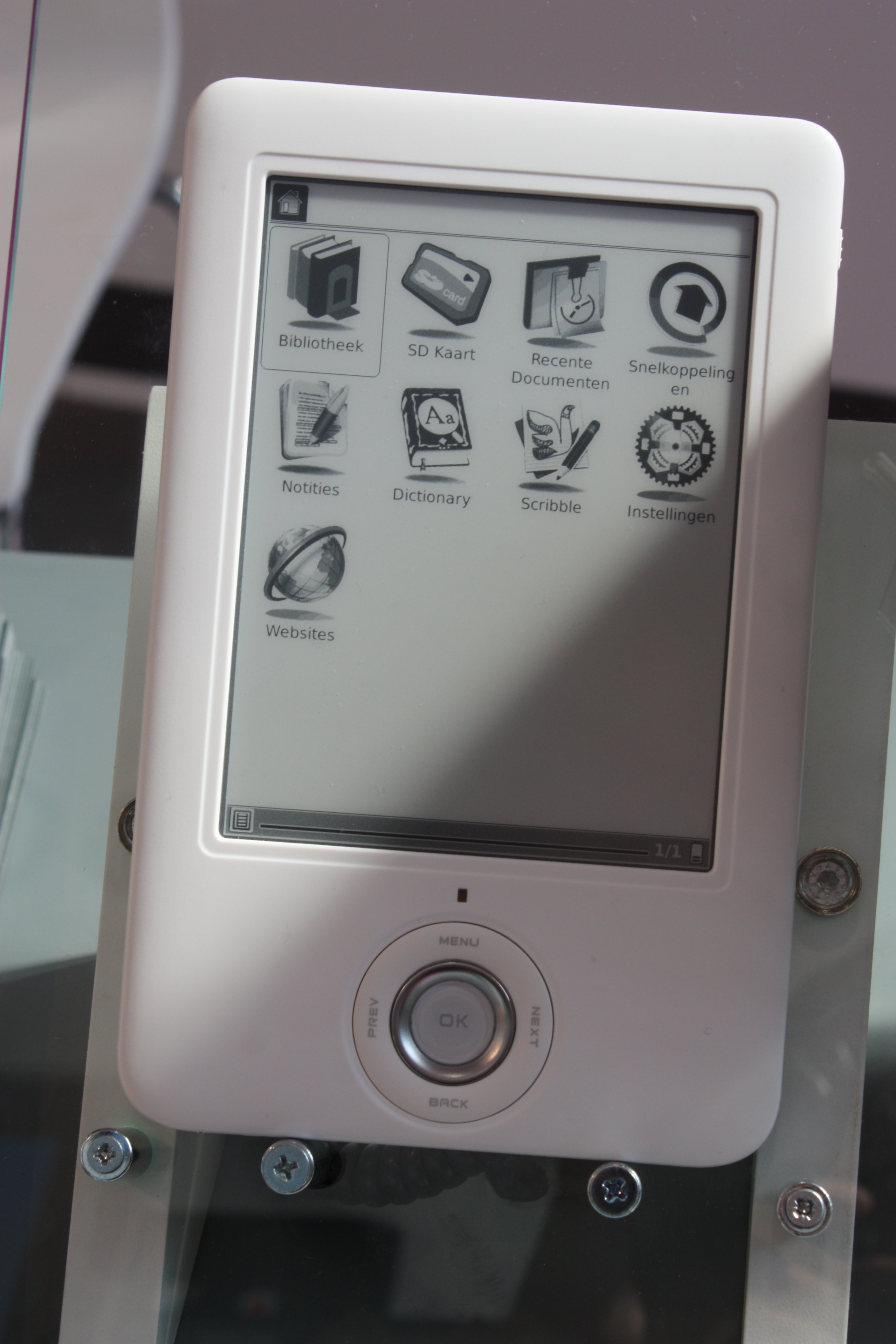
جهاز بووكس

Boox هو قارئ كتب إلكترونية من إنتاج شركة جزع.

## الإصدارات والطرازات
يوجد من هذا القارئ الإلكتروني عدة طرازات:
- Boox A60: شاشته 6 بوصات.
- Boox X60: شاشته 6 بوصات.
- Boox M90: شاشته 9.7 بوصة.

وكل نوع من هذه الطرازات يأتي بعدة إصدارات مخصصة حسب طلب الزبون لتقليل كلفة التصنيع، كإضافة وإزالة كل من: شاشة اللمس، واتصال WiFi، واتصال 3G.

## الميزات
- شاشة حبر إلكتروني بقياس 6«أو 9.7» قابلة للتحكم بلمس القلم (WACOM Tablet).
- البطارية تدوم لمدة أسبوعين أو إلى تقليب 8000 صفحة تقريباً.
- يدعم اللغة العربية في الملفات النصية وفي أسماء الملفات خلافا لبقية القارئات الأخرى.
- يسمح بالتعليق والكتابة على الكتب بالقلم.
- يحوي مشغل إم بي 3.
- يحوي متصفح إنترنت.

## صيغ الكتب الإلكترونية المدعومة
- نسق المستندات المنقولة
- كتاب النشر الإلكتروني
- ديجافو
- Mobi
- TXT
- DOC
- XLS
- PPT
- CBR
- CBZ
- لغة ترميز النص الفائق
- CHM
- PalmDOC
- RTF
- FB2
- PDB

بالإضافة إلى صيغ الصور التالية:
جيه بيه إيه جي، بي إن جي، جي آي إف، بي إم بي، تيف
مع تشغيل ملفات إم بي 3 الصوتية.